# Antonio Ferrer y Codina
Antonio Ferrer y Codina (Barcelona, 31 de julio de 1837-Barcelona, 11 de octubre de 1905) fue un dramaturgo y periodista español.

## Biografía
Nacido en Barcelona  el 31 de julio de 1837, Alumno del colegio de padres escolapios de Barcelona, se embarcó para la isla de Cuba, donde permaneció diez años, desempeñando la plaza de primer tenedor de libros de la casa Marqués, hermanos y Compañía. A la edad de veintisiete años regresó a España, comenzando su carrera literaria al mismo tiempo que tenía la dirección de la fábrica que poseía en San Martín de Provensals, conocida por Casa Ferrer.
La primera producción literaria que escribió fue el drama en tres actos y en verso titulado Las reliquias de una mare, de la que se hicieron varias ediciones. A este drama siguieron otros y varias piezas, pudiéndose mencionar entre los primeros Otjer, que fue traducido por Marcos Zapata y representado por Vico en el teatro Español de Madrid el 23 de enero de 1881. Por el drama Un manresá de l'any vuit, Ferrer fue condecorado por Alfonso XII con la cruz de Carlos III.
Fue redactor de varios periódicos y hacia finales de la década de 1880 dirigía Barcelona Alegre y La Tomasa.  La sociedad Lo Rat Penat de Valencia le concedió el título de socio honorario por la oda «A Valencia», leída en el teatro de dicha ciudad durante la estancia de la compañía catalana del teatro Romea. En los Juegos Florales de Barcelona del Primer de maig, obtuvo la violeta de oro y el primer premio ofrecido por Lo Centre Catalá. Falleció el miércoles 11 de octubre de 1905 en Gracia y fue enterrado en el cementerio de San Gervasio.

## Obras
- 1867. Les relíquies d'una mare, estrenada en el Teatro Romea, el 20 de enero de 1867.
- 1867. Un gefe de la coronela Drama patriótico en tres actos, estrenada en el Teatro Romea, el 19 de diciembre de 1867.
- 1868. La perla de Badalona, estrenada en el Teatro Romea, el 4 de enero de 1868.
- 1868. Ocells d'Amèrica, estrenada en el Teatro Romea, el 3 de febrero de 1868.
- 1868. El gat de mar, estrenada en el Teatro Romea, el 21 de noviembre de 1868.
- 1902. Els calaveres, comedia en tres actos, original de A. Hennequin y E. de Najac y adaptada por Ferrer y Codina. Estrenada en el Teatro Romea en 1902.